# Самозаймання людини

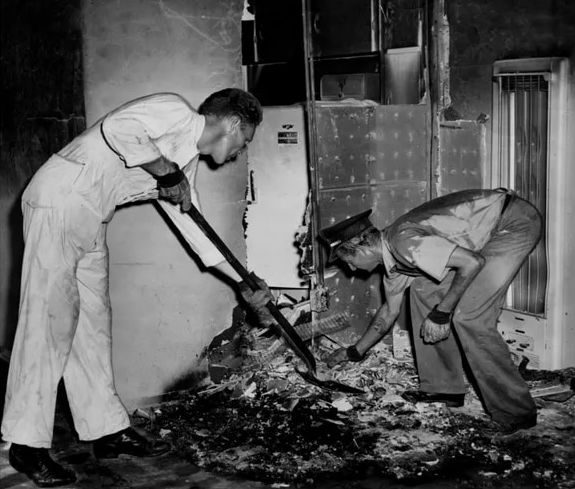
Робітники прибирають місце загибелі Мері Харді Різер, яка померла 1951 року нібито від самозаймання

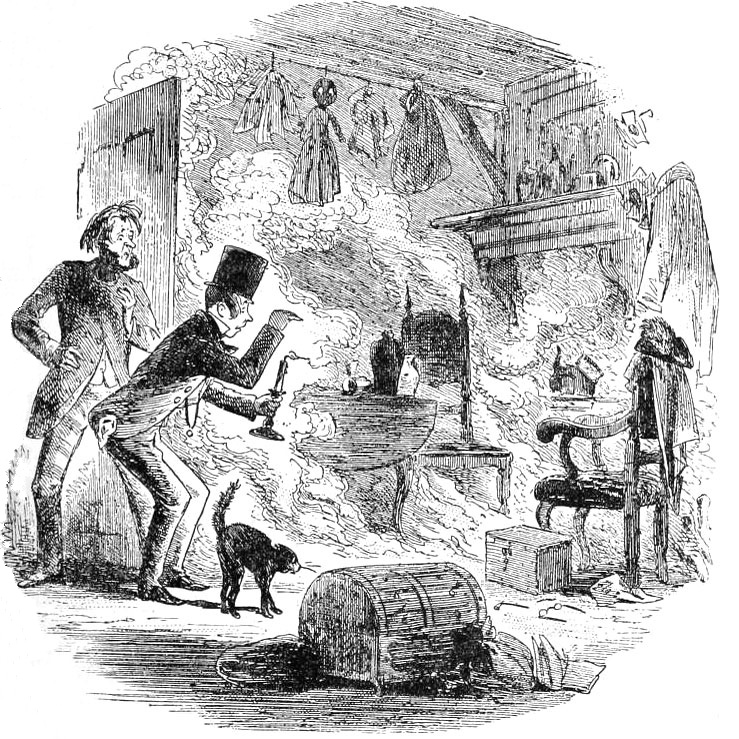
Зображення до роману «Холодний дім» Діккенса, в якому один з персонажів гине від самозаймання

Самозаймання людини (англ. Spontaneous human combustion, SHC) — паранормальне явище, в результаті якого людина нібито може спалахнути без видимого зовнішнього джерела вогню. Існування явища не доведено і заперечується більшістю вчених.

## Історія
Історії про самозаймання дійшли до нас з давніх-давен, але тільки з початку XVIII століття, коли такі випадки почали реєструватися в офіційних документах, у тому числі і в поліцейських протоколах, їх стали вважати достовірними.
За старих часів про випадки самозаймання говорили, що людину спалив «диявольський вогонь», спопелив сатана. Люди вірили, що жертва продала князеві темряви свою душу, але потім порушила їхній таємний договір, за що її і настала відплата.
Пізніше, у XVI столітті з'явилося раціоналістичніше пояснення: нібито жертвами самозаймання стають хронічні алкоголіки, чиї тіла просякнуті спиртом і тому спалахують від випадкової іскри, особливо якщо небіжчики курили.

### Середньовіччя
Середньовічна література також реєструє випадки людського самозаймання: так, за часів правління королеви Бони Сфорца (між 1515 і 1557) в Мілані на очах своїх батьків і синів загинув лицар Полоній Вортій: після двох ковшів випитого вина він раптом почав виригати.
Найбільш докладні свідчення про людське самозаймання починають з'являтися з XVIII століття. У 1731 році за нез'ясованих обставин в італійському місті Чезена загинула графиня Корнелія ді Банді, бабця папи Пія VI: у спальні виявили її ноги, одягнені в панчохи, та частину черепа.
У квітні 1744 року в Іпсвічі (Англія) дочка 60-річного алкоголіка Грайса Пета виявила свого батька мертвим на підлозі будинку: за її словами, «він згорів без вогню, подібно до в'язанки дров». Одяг на старому був практично не пошкоджений, так як був зроблений з азбесту.
Перше найбільш надійне свідчення про випадки людського самозаймання відноситься до 1763, коли француз Жан Дюпон опублікував книгу з колекцією випадків людського самозаймання під назвою «De Incendiis Corporis Humani Spontaneis». У ній, серед іншого, він згадує випадок Ніколя Мілле, з якого зняли звинувачення у вбивстві своєї дружини після того, як суд переконався, що вона загинула внаслідок спонтанного самозаймання. Дружина Мілле, була виявлена вдома, коли від неї залишилася тільки купка попелу, череп і кістки пальців. Солом'яний матрац, на якому її було знайдено, був лише злегка пошкоджений, оскільки був просочений негорючим складом.
Приблизно 1853 р. у Колумбусі (штат Огайо) спалахнув власник винного магазину, німець за національністю. Цей випадок використав Чарльз Діккенс під час написання передмови до другого видання свого роману «Холодний дім», в якому описав вигаданий ним випадок людського самозаймання.

## Статистика та випадки виживання після самозаймання
Є люди, які виживали після випадків самозаймання. Серед найбільш відомих, задокументованих прикладів: 71-річний британець Вілфрід Гауторп та американський комівояжер Джек Ейнджел. В обох випадках лікарі не змогли визначити причину самозаймання. Вражені кінцівки довелося ампутувати.

## Відношення науки
Самозаймання людини є об'єктом численних чуток і суперечок. До цього часу немає доказів існування цього явища, і його можливість сьогодні відкидається більшістю учених. Існує дві основні гіпотези, що пояснюють випадки людського самозаймання, причому обидві мають на увазі зовнішнє джерело вогню: це гіпотеза Людської свічки та займання від статичної електрики або кульової блискавки.
Хоча з хімічної точки зору тіло людини містить достатньо енергії, що зберігається у формі жирових відкладень, за звичайних обставин людина самозайнятися не може через високий вміст води (близько 70%), на випаровування якої потрібно занадто багато енергії.
В 1870 доцентом судової медицини Абердинського Університету була опублікована замітка «Про Самозаймання». У ній він писав, що знайшов близько 54 сучасних вчених, які коли-небудь писали про людське самозаймання, з них 35 однозначно висловлювали свою думку про цей феномен.
- П'ятеро (включаючи Юстуса Лібіха) стверджували, що самозаймання неможливе, і всі задокументовані випадки є містифікацією.
- Троє (включно з Гійомом Дюпюїтреном) вважали, що випадки самозаймання є реальними, однак мають іншу природу, а саме: було якесь зовнішнє джерело вогню.
- Двадцять сім вчених (включаючи Девержі та Орфіла) наполягали на тому, що самозаймання людського тіла цілком можливо.

## Гіпотези

### Самозаймання не існує
Більшість гіпотез про походження феномену засновані на ідеї про те, що як такого самозаймання не існує. Крім фізичних тлумачень явища є більш прозові пояснення. У 1847 році граф Горлиц, що жив у Дармштадті, прийшов додому і виявив, що двері до кімнати дружини замкнені, а самої графині ніде немає. Коли двері до її кімнати були зламані, на підлозі було виявлено частково спалене тіло графині Горлиць, причому сама кімната також постраждала від пожежі: згорів письмовий стіл, були розбиті вікно та дзеркала, а речі в кімнаті лежали безладно. Постало питання, чи є даний випадок самозайманням.
Через три роки у вбивстві графині була звинувачена людина на ім'я Стауф, колишній слуга графа. Стауф зізнався, що він якось випадково потрапив до кімнати графині, і його залучили ювелірні прикраси та гроші покійної. Стауф вирішив їх вкрасти, але зараз несподівано повернулася господиня будинку. Стауф зумів задушити жінку, а щоб приховати слід злочину, він влаштував підпал.
Слід зазначити, що часто випадки, які можна віднести до самозаймань, криміналістикою приймаються за спробу приховати сліди злочину. Однак зазвичай речі та коштовності передбачуваних жертв самозаймання залишаються недоторканими.
Серед інших версій також можна виділити гіпотезу Алана Берда і Дугала Драйсдейл : припустимо, що людина працює в гаражі і зазвичай очищає свій одяг від детриту струменем стисненого повітря, але цього разу очистив комбінезон струменем чистого кисню, що на якийсь час, але дуже суттєво підвищило займистість одягу. Досить запаленої сигарети, щоб людина виявилася полум'ям.
Займання людини у звичайних умовах сучасні дослідники пояснюють двома основними гіпотезами: теорією Людської свічки та теорією загоряння від статичної електрики.

### Ефект «людської свічки»
Ефектом «людської свічки» називається явище, коли одяг жертви просочується плавленим людським жиром і починає виступати як гніт свічки. Таке явище справді може відбуватися за певних умов. Теорія передбачає зовнішнє джерело займання: після того, як він вичерпається, горіння продовжиться через тління жиру.
1965 року професор Девід Гі провів експеримент, що симулює ефект людської свічки. Він узяв невелику порцію людського жиру і обернув її в ганчірку для імітації одягу. Потім він підвісив цю «свічку» над пальником Бунзена. Йому довелося тримати пальник більше хвилини, перш ніж жир почав тліти. Пояснюється це тим, що у людському жирі міститься багато води. В описі свого експерименту Девід Гі зазначив, що жир горів жовтим полум'ям, що чадить, і для того, щоб згорток згорів повністю, знадобилося близько години. Це пояснює тривалість перебігу процесу горіння у випадках, що належать до людського самозаймання, а також можливість того, що від жертви можуть залишитися частини тіла без жирових відкладень.
У судовій практиці існує кілька випадків, які демонструють дію цього ефекту. У лютому 1991 року в лісосмузі біля міста Медфорда (штат Орегон, США) двома волоцюгами було виявлено тіло дорослої жінки, що горить, лежаче обличчям вниз на опалому листі. Вони зчинили тривогу, і незабаром на місце злочину прибув шериф. Було констатовано, що жертва страждала на ожиріння.
На її спині та грудях було кілька ножових поранень. М'які тканини правої руки, торса та верхньої частини ніг були повністю спалені. Більшість кісток у вражених місцях збереглися, проте кістки тазу та хребет були повністю знищені та перетворені вогнем на сірий порошок. Вбивця згодом був заарештований: він зізнався, що облив тіло рідиною для барбекю та підпалив його. Також за його свідченнями з'ясувалося, що тіло жінки на момент його виявлення горіло вже близько 13 години. Таким чином, виникненню ефекту людської свічки сприяв збіг обставин: наявність каталізатора та штучного запалу, а також повнота жертви.

### Експеримент BBC
У серпні 1989 р. у телепередачі «QED» на каналі BBC за участю доктора Джона де Хаана з Каліфорнійського інституту криміналістики був показаний наступний експеримент: тіло свині обернули бавовняною ковдрою, помістили в наглухо закритій мебльованій кімнаті, облили невеликою кількістю бензину. Туше знадобився деякий час для того, щоб спалахнути. Жир свині топився низьким жовтуватим полум'ям за дуже високої температури. Було встановлено, що м'ясо і кістки свині були повністю знищені вогнем, а навколишні предмети практично не постраждали (за винятком корпусу телевізора, що розплавився).
Результати експерименту загалом підтвердили теорію Людської свічки, проте деякі дослідники, зокрема Джон Хаймер заявили, що експеримент було фальсифіковано.
Слід зазначити, що теорія людської свічки не відповідає на низку питань, пов'язаних із випадками самозаймання:
- Чому більшість жертв були худими людьми, практично позбавленими жирових відкладень?
- Що було джерелом вогню здебільшого (більшість жертв були курцями)?

### Гіпотеза займання від статичної електрики
Гіпотеза спалаху від статичної електрики полягає в тому, що за певних умов людське тіло може накопичити такий електростатичний заряд, що з його розряді може спалахнути одяг.
Струм при електростатичному розряді відносно невеликий, проте різниця потенціалів при ньому може досягати кількох тисяч вольт. Електростатичний розряд до 3 тис. вольт людиною не помічається, проте залежно від стану атмосфери (особливо малої вологості повітря), а також поверхні, з якою стикається людське тіло, заряд може досягати більших величин. Наприклад, ходіння по килиму може створити різницю потенціалів 35 тисяч вольт. Відомі випадки, коли люди накопичували у своєму тілі до 40 тисяч вольт статичного заряду.
Статичний розряд може призвести до займання бензину на автозаправних станціях, і, за статистикою, він є причиною більшості вибухів, а чи не випромінювання від стільникових телефонів. Близько 70% вибухів припадає саме на статичну електрику, накопиченню якої особливо сприяє холодна суха погода.
Вперше ідея про те, що потужний електростатичний розряд може бути причиною людських самозаймань, була висловлена професором Бруклінського політехнічного інституту Робіном Бічем, хоча він висловив сумнів, що існує такий електростатичний розряд, який міг би призвести до займання людського тіла. Втім, у деяких випадках статичний розряд може породжувати яскраве сяйво, а також супроводжуватись шипінням. Іноді розряд може призвести до спалаху пилу або пуху, що пристає до одягу, що також може призвести до пожежі.
Існують свідчення людей, які вижили після потужних електростатичних розрядів. Більшість стверджує, що абсолютно не відчували болю чи якихось неприємних відчуттів. Можливо, можуть існувати електростатичні розряди потенціалом понад 40 тисяч вольт, які справді здатні послужити запалом та згодом призвести до дії ефекту «людської свічки».

### Гіпотеза накопичення ацетону в організмі
Браян Форд вважає, що «гіпотеза свічки» не пояснює всіх особливостей феномену. Спирт також не є причиною хоча б тому, що він не накопичується, а розщеплюється в результаті метаболізму. І все ж, як пояснює Форд, в організмі може з'явитися дуже легкозаймиста речовина, яка до того ж здатна накопичуватися - це ацетон.
Виробництво ацетону в процесі метаболізму починається тоді, коли в крові знижується вміст глюкози – основного джерела енергії в організмі людини. Дефіцит призводить до того, що включаються альтернативні механізми. Починають розщеплюватись жирові клітини. Ланцюжок біохімічних реакцій, які відповідає печінка, призводить до того, що у кров надходять спеціальні речовини — звані кетони. Вони й стають джерелами живлення та носіями енергії замість глюкози. Ацетон - один з різновидів кетонів. Його нагромадженню сприяють деякі дієти, що викликають так званий кетоз. Наводять і захворювання на кшталт діабету.
Надлишок палива в організмі і викликає самозаймання, вважає вчений. Він перевірив це, «замаринувавши» в ацетоні шматки свинини. З цих шматків Форд виготовив масштабні моделі людських тіл, одяг їх і підпалив. Вони згоріли вщент менше, ніж за півгодини. Одяг місцями залишився недоторканим. Збереглися і кінцівки, як у відомих фотографіях жертв самозаймання. «Ми вважаємо: ноги і руки залишаються, тому що в них занадто мало жиру, і ацетон накопичується в недостатній кількості», - повідомив експериментатор.
Незрозумілим залишається лише питання про джерело займання. Імовірно, це можуть бути іскри статичної електрики, зокрема через носіння синтетичного одягу.

### Інші гіпотези
Існують і інші, набагато менш популярні гіпотези:
У своїй книзі «Чарівний вогонь», що вийшла 1996 р. Джон Хаймер, проаналізувавши низку випадків самозаймання, зробив висновок про те, що його жертвами найчастіше стають самотні люди, які впадають у прострацію перед тим, як спалахнути.
Інший дослідник, Ларрі Арнольд (голова організації ParaScience International) у своїй книзі "Ablaze!" (1995) висловив думку про те, що причиною самозаймання може бути поки невідома субатомна частка, звана піротоном, що випускається космічними променями. Зазвичай ця частка вільно проходить крізь людське тіло, не завдаючи шкоди (як нейтрино), але іноді може зачепити ядро клітини і призвести до ланцюгової реакції, здатної повністю знищити тіло людини. Ця гіпотеза не зустріла підтримки. У журналі Fortean Times Ян Сіммонс так відреагував на цю гіпотезу: «Доказів існування такої частки немає, а винаходити її тільки для того, щоб пояснити людське самозаймання — безглуздий задум».
Існує гіпотеза про те, що випадки людського самозаймання викликані розрядом кульової блискавки, проте через те, що саме явище кульової блискавки є маловивченим, рано поки що робити будь-які висновки про причетність даного явища до людського самозаймання.